# Eparchia Sydonu
Eparchia Sydonu (łac. Eparchia Sidoniensis Maronitarum) – eparchia Kościoła maronickiego w Libanie. Została ustanowiona w 1900 roku. 